# Cisteller de Berlepsch
El cisteller de Berlepsch (Asthenes berlepschi) és una espècie d'ocell de la família dels furnàrids (Furnariidae).

## Hàbitat i distribució
Habita zones de vegetació baixa dels Andes de l'oest de Bolívia, a major alçària que altres espècies del seu gènere.